# St. Laurentius (Buchbach)

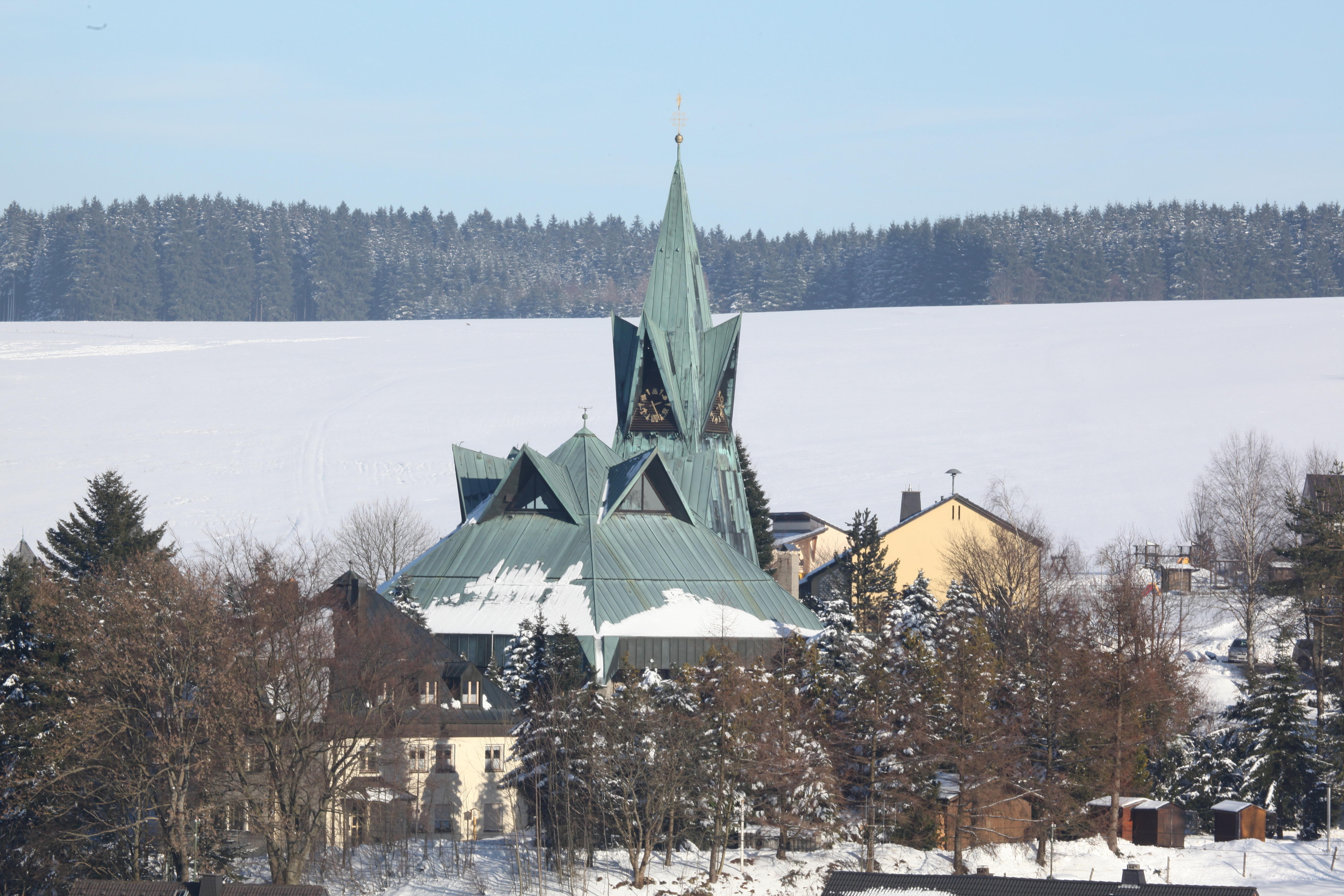
St. Laurentius Buchbach, Westseite

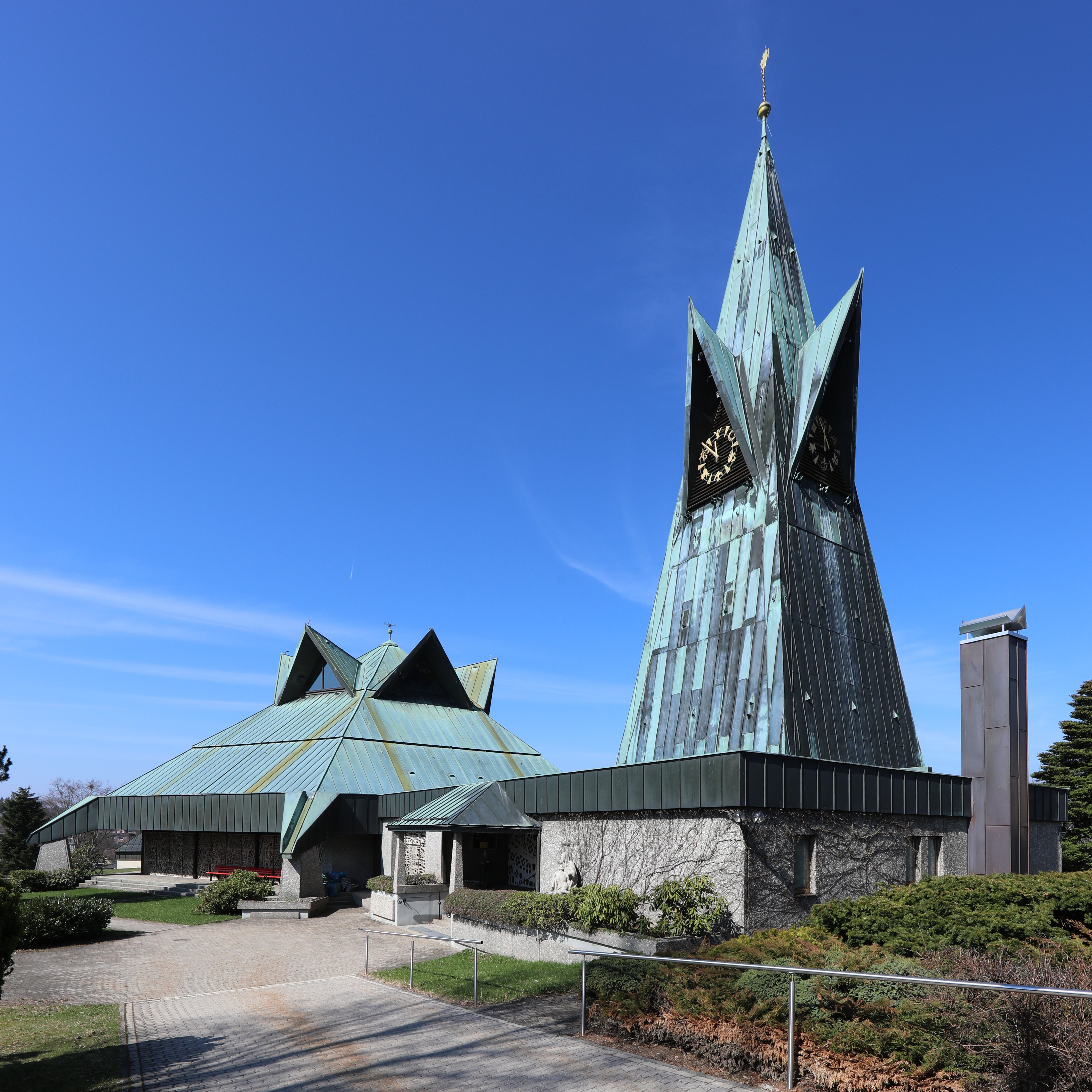
St. Laurentius Buchbach, Südseite

Die katholische Pfarrkirche St. Laurentius ist ein modern gestaltetes Gotteshaus im oberfränkischen Buchbach, einem Gemeindeteil von Steinbach am Wald. Es ist ein Zentralbau, in dessen Mitte der Altar steht. Die Kirche ist dem heiligen Laurentius von Rom gewidmet. 

## Geschichte
Die notwendige Erweiterung der Laurentiuskirche, die im Dorfkern stand und aus dem Jahr 1754 stammte, kam in den 1960er Jahren nicht zustande. Stattdessen wurde eine modern gestaltete Kirche in den Jahren 1970/1971 als Ersatz errichtet. Die Grundsteinlegung erfolgte am 18. Juli 1970 durch den Bamberger Domkapitular Hans Wunder, geweiht wurde das fertiggestellte Gotteshaus, das in Beschreibungen auch „Dom des Frankenwaldes“ genannt wird, am 15. August 1971 durch den Weihbischof in Bamberg Martin Wiesend. Etwa 40.000 freiwillige Arbeitsstunden hatten die Gemeindemitglieder geleistet. Den Entwurf fertigte der Darmstädter Architekturprofessor Gerhard Mantke nach Ideen des damaligen Gemeindepfarrers Reinhold Goldmann, der Initiator des Neubaus war. Die denkmalgeschützte alte Kirche wurde 1984 abgebrochen.:S. 289

## Architektur

### Lage und Baukörper von außen
Das Gotteshaus steht in Hanglage am östlichen Rand des Dorfkerns, umgeben von lockerer Bebauung. Im nahen Umfeld befinden sich das Pfarrhaus und auch die evangelische Johanniskirche.
Der Gebäudekomplex setzt sich zusammen aus dem sechseckigen Baukörper des eigentlichen Kirchenraums mit Pyramidendach und einem Turm mit quadratischem steilen Pyramidendach. Der Besucher betritt die Kirche über den flachen Eingangsbau. Der Grundriss der gesamten baulichen Anlage soll an den Lebensbaum erinnern, der Kirchenvorraum als Stamm und das Kirchenschiff als Krone. 
Das prägnante, mit Kupferblech gedeckte Pyramidendach wird von sechs zackigen Gauben bekrönt, was die Dornenkrone Christi assoziieren soll. Die Anzahl der Wasserspeier an den Gauben und der Dachspitze erinnert an die heilige Zahl Sieben.

### Innenraum
Im Mittelpunkt des Kirchenraums steht der Altar, um den herum Gemeinde und Priester sich kreisförmig versammeln. So können alle gemeinsam in einem Ring um den Altar Messe und Abendmahl feiern. Sechs Blöcke gruppieren sich um den Altar. Die Kirchenbänke sind abgetreppt in fünf Blöcken angeordnet, der sechste Block nimmt Sitzstufen für den Priester auf. Alle sechs Blöcke zusammen bilden den Ring um den Altar. Der Altar ist als Kelch gestaltet und besteht aus Marmor. 
Der sechseckige Zentralbau hat einen Durchmesser von 23 Metern. Die Hauptkirche wird von einer freitragend aus Holz hergestellten pyramidenförmigen Konstruktion überspannt, die eine Höhe von 16 Metern hat und von sechs außen stehenden Pfeilern getragen wird. Der Kirchenraum wird durch fünf 13 Meter lange Betonglasfenster geprägt, die als farbige Lichtbänder umlaufend angeordnet sind und durch ihre Gestaltung verschiedene Botschaften aufweisen.

### Turm
Der 33 Meter hohe Kirchturm soll an einen Nadelbaum des Frankenwaldes erinnern. Er hat die Form einer Pyramide mit quadratischem Grundriss, deren Seiten oben vier große Gauben mit den Zifferblättern der Turmuhr tragen. Die Zifferblätter sind mit verschiedenen Symbolen geschmückt. Auf der Kirchturmspitze über dem Turmkreuz befindet sich der Kirchenpatron Laurentius als Wetterfahne. Im Turm hängen sechs Glocken, von denen zwei aus der Vorgängerkirche stammen und vier 1970 in der Glockengießerei Rudolf Perner in Passau gegossen wurden. Die größere der beiden Glocken aus dem Vorgängerbau wurde um das Jahr 1529 gegossen, die kleinere, St. Georg, entstand 1695 in Coburg. Im Turmfuß befindet sich eine Kapelle, die sogenannte Werktagskirche, in der einige Ausstattungsgegenstände und Statuen aus der alten Kirche aufgestellt sind.

## Orgel
Die Orgel steht auf einer Empore, gegenüber dem Eingang, hinter dem Altar. Sie wurde von der Orgelbaufirma Hey Orgelbau aus Urspringen gefertigt. Sie hat 23 Register, 1808 Pfeifen, die in sechs dreieckigen Einfassungen angeordnet sind, und sieben Schleifladen.